# بازآرایی والاخ
بازآرایی والاخ (به انگلیسی: Wallach rearrangement)، که گاهی اوقات با عنوان تبدیل والاخ نیز شناخته می‌شود، یک واکنش شیمیایی در شیمی آلی است. در طی این بازآرایی بر اثر واکنش یک اسید قوی، پیش‌ماده آزوکسی‌بنزن به یک هیدروکسی‌آزوبنزن تبدیل می‌شود. نام این واکنش برگرفته از شیمی‌دانی آلمانی به‌نام اوتو والاخ است که در سال ۱۸۸۰ این واکنش را کشف کرد. یک مثال معروف این واکنش، تبدیل یک آزوکسی‌بنزن به ترکیب آزوی متناظر با کمک اسید سولفوریک است.

## سازوکار واکنش
باوجود شواهد تجربی زیاد، هنوز سازوکار دقیق این واکنش شناخته نشده‌است، بااین‌حال در زیر یک سازوکار پیشنهاد شده برای این واکنش ارائه شده‌است.